# Juliet (hold)
A Juliet az Uránusz hatodik holdja. Korábbi neve: Uránusz XI. 

## Fizikai tulajdonságai
Távolsága az Uránusz középpontjától kb. 64 350 km, átmérője pedig 94 km. A hold a következő 100 millió évben ütközhet a Desdemonával, az Uránusz egy másik holdjával, pályájuk hasonlósága miatt.

## Felfedezése és neve
A legtöbb Uránusz-holdhoz hasonlóan a Voyager–2 szonda fedezte fel 1986-ban. Nevét William Shakespeare Rómeó és Júlia című művének hősnőjéről kapta. 

## Külső hivatkozások
- A Juliet a NASA oldalán